# Alfred Wäger
Alfred Wäger (* 17. August 1883 in Bamberg; † 9. Juli 1956 in Baden-Baden) war deutscher General der Infanterie im Zweiten Weltkrieg.

## Leben
Alfred Wäger war der Sohn eines Kaufmanns. Er besuchte das Neue Gymnasium seiner Heimatstadt. Nach dem Abitur trat er im Jahr 1901 als Fahnenjunker in das 19. Infanterie-Regiment „König Viktor Emanuel III. von Italien“ der Bayerischen Armee in Erlangen ein. Dort wurde er 1903 zum Leutnant befördert und 1907 nach Germersheim zum 17. Infanterie-Regiment „Orff“ versetzt. Ab 1913 kommandierte man Wäger zur Kriegsakademie, die er jedoch vorzeitig aufgrund des Beginns des Ersten Weltkriegs abbrechen musste.
Mit der Mobilmachung kam Wäger als 2. Adjutant zur 5. Infanterie-Brigade, mit der er sich an den Kämpfen in Lothringen und Frankreich beteiligte. 1915 stieg er zum 1. Adjutant auf und wurde zum Hauptmann befördert. Ab 1916 folgte seine Verwendung als Generalstabsoffizier bei der 6. Division. Dort avancierte er 1917 zum Zweiten Generalstabsoffizier, bevor Wäger ins Kriegsministerium kommandiert wurde. Für seine Leistungen während des Krieges wurde er mit beiden Klassen des Eisernen Kreuzes, dem  Bayerischen Militärverdienstorden IV. Klasse mit Schwertern sowie dem Ritterkreuz II. Klasse des Albrechts-Ordens mit Schwertern ausgezeichnet.
Nach Kriegsende verblieb er zunächst in München im Ministerium für militärische Angelegenheiten und arbeitete im Generalstab mit Franz Halder und Friedrich Dollmann in der Armee-Abteilung Leeb. Nach der Auflösung der Behörde wurde Wäger in die Vorläufige Reichswehr übernommen und im Gruppenkommando IV eingesetzt. Mit der Bildung der Reichswehr kam er dann in das Wehrkreiskommando VII, wurde am 1. April 1923 Major und als solcher im selben Jahr in das Reichswehrministerium nach Berlin versetzt. Hier wurde Wäger in der Heeres-Transportabteilung (T 7) des Truppenamtes eingesetzt. 1929 folgte seine Beförderung zum Oberstleutnant sowie die weitere Verwendung als Kommandeur des I. Bataillons des 19. (Bayerisches) Infanterie-Regiments. 1931 kam Wäger als Chef des Generalstabes zur 7. (Bayerische) Division und wurde in dieser Stellung zum Oberst sowie 1934 zum Generalmajor befördert. Mit der Bildung der 10. Infanterie-Division übernahm Wäger am 15. Oktober 1935 das Kommando über den Großverband in Regensburg und wurde 1936 Generalleutnant. 1938 wurde er als General der Infanterie zum Kommandeur des Kommandostabes Oberrhein ernannt, dem die Grenzsicherung zu Frankreich oblag.
Nach dem Beginn des Zweiten Weltkriegs war Wäger kurzzeitig Kommandierender General des XXV. Armeekorps. Vom 6. November 1939 bis zum 23. Dezember 1941 befehligte er das XXVII. Armeekorps im Westen. Am 31. Mai 1940 nahmen die von ihm geführten Truppen Lille ein. In Anerkennung der Tapferkeit der von General Jean-Baptiste Molinié geführten Verteidiger der Stadt gewährte Wäger ihnen tags darauf, bevor sie sich in deutsche Gefangenschaft begaben, eine letzte Parade über den Grand Place, während die deutschen Soldaten den französischen salutierten. Als Hitler am 2. Juni bei seiner Ankunft in Cambrai davon erfuhr, war er außer sich und ließ Wäger maßregeln. Die von Wäger in Lille vollzogene Ehrung eines besiegten Feindes war im Zweiten Weltkrieg einzigartig und ist in Lille und Umgebung in lebendiger Erinnerung.
Zuletzt kommandierte er – für wenige Tage bis Anfang Januar 1942 – das XXXIV. Armeekorps am Mittelabschnitt der Ostfront. Anschließend wurde er in die Führerreserve versetzt und im August 1942 schließlich verabschiedet.

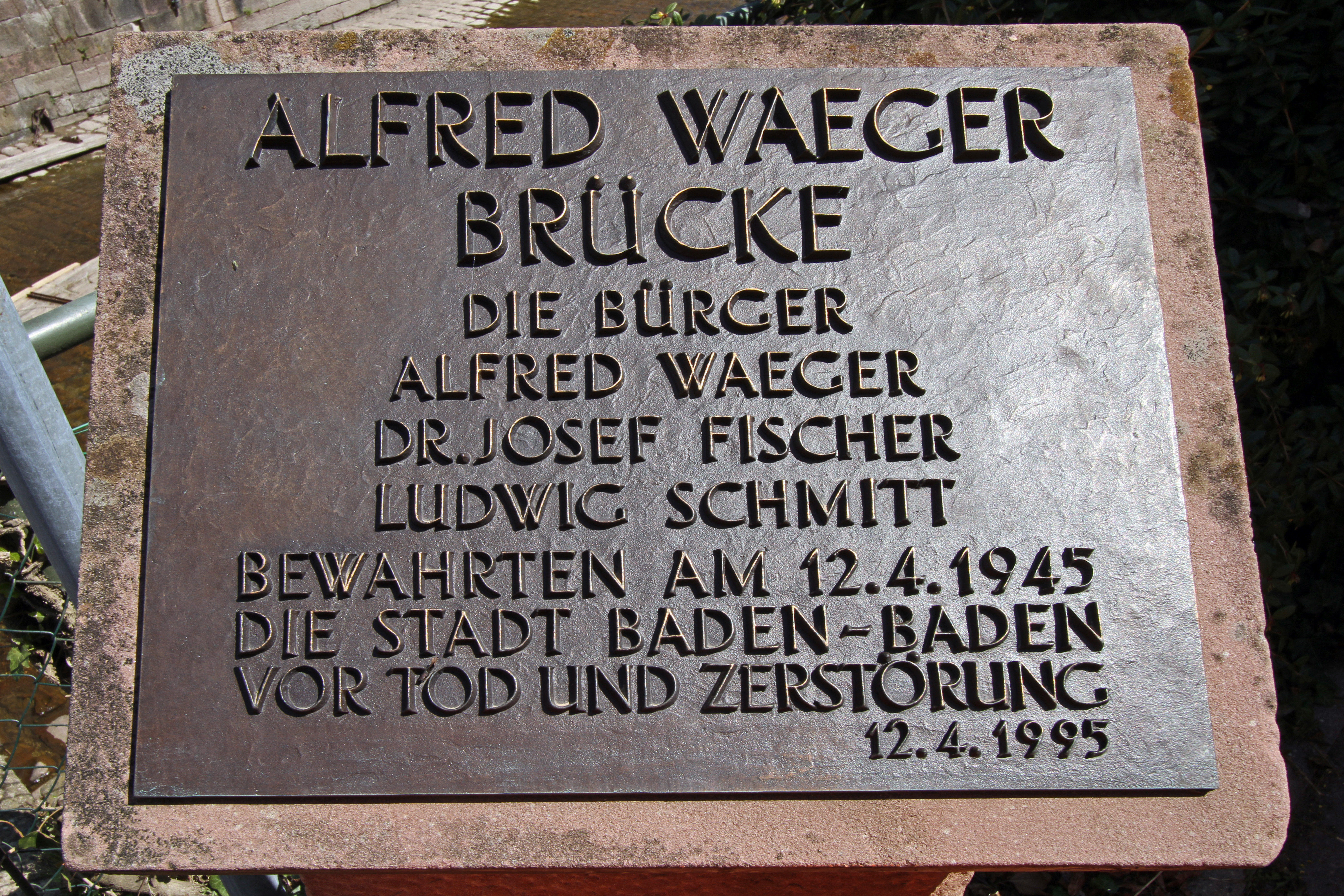
Gedenktafel an der Alfred-Wäger-Brücke in Baden-Baden

Wäger ließ sich in Baden-Baden nieder und konnte in letzten Kriegstagen erreichen, dass die Stadt kampflos an die vorrückenden Franzosen übergeben wurde. Seit 1995 trägt daher eine Brücke über die Oos seinen Namen.

## Schriften
- mit Richard Wirtz: German crossing of Upper Rhine (15–16 June 1940) (in der Reihe Foreign military studies). Historical Division, United States Army, 1952.